# Campeonato colombiano 1977
El Campeonato colombiano 1977 fue el trigésimo (30°) torneo de la primera división del fútbol profesional colombiano en la historia.

## Desarrollo
Se jugaron dos torneos:
- Apertura: Ida y vuelta, todos contra todos (26 fechas). Los dos primeros clasifican al hexagonal final.

- Finalización: Dos grupos, donde los primeros siete del torneo Apertura conformaron el grupo A y los últimos 7 el grupo B, cada equipo jugaba ida y vuelta con los de su grupo (12 fechas), uno contra cada equipo del otro grupo de local o visitante (7 Fechas) y con una pareja del otro grupo de local y visitante (dos fechas), en total 21 Fechas en el finalización. Con la pareja del grupo contrario oficiaba de local dos veces el equipo del grupo B, y solo una el del grupo A. Clasifican los tres primeros del A y el mejor del B.

- Parejas: Cali-América, Nacional-Medellín, Millonarios-Quindío, Once Caldas-Pereira, Santa Fe-Tolima, Junior-U. Magdalena, Cúcuta Deportivo-Bucaramanga.

- Final:  Los equipos clasificados juegan una serie todos contra toda ida y vuelta. El primero del hexagonal final se coronaría campeón y junto al subcampeón clasificarán directamente para la fase de grupos de la Copa Libertadores 1978.

Si alguno de los dos equipos clasificados en el Torneo Apertura también clasifica en el Finalización, le cederá el cupo al siguiente equipo (por ejemplo, si el primero del grupo A ya había clasificado al Hexagonal Final al terminar primero o segundo del Torneo Apertura, los clasificados al Hexagonal Final por el grupo A son el segundo, el tercero y el cuarto).

## Datos de los clubes
| Equipo                 | Departamento       | Ciudad       |
| ---------------------- | ------------------ | ------------ |
| América de Cali        | Valle del Cauca    | Cali         |
| Atlético Bucaramanga   | Santander          | Bucaramanga  |
| Atlético Nacional      | Antioquia          | Medellín     |
| Cúcuta Deportivo       | Norte de Santander | Cúcuta       |
| Deportes Quindío       | Quindío            | Armenia      |
| Deportes Tolima        | Tolima             | Ibagué       |
| Deportivo Cali         | Valle del Cauca    | Cali         |
| Deportivo Pereira      | Risaralda          | Pereira      |
| Independiente Medellín | Antioquia          | Medellín     |
| Junior                 | Atlántico          | Barranquilla |
| Millonarios            | Bogotá, D. C.      | Bogotá       |
| Once Caldas            | Caldas             | Manizales    |
| Santa Fe               | Bogotá, D. C.      | Bogotá       |
| Unión Magdalena        | Magdalena          | Santa Marta  |

## Torneo Apertura
| Pos. | Equipo                 | Pts. | PJ | G  | E  | P  | GF | GC | Dif. | Clasificación              |
| ---- | ---------------------- | ---- | -- | -- | -- | -- | -- | -- | ---- | -------------------------- |
| 1    | Junior                 | 35   | 26 | 12 | 11 | 3  | 39 | 21 | +18  | Grupo A y Hexagonal final. |
| 2    | Deportivo Cali         | 33   | 26 | 13 | 7  | 6  | 47 | 33 | +14  | Grupo A y Hexagonal final. |
| 3    | América de Cali        | 29   | 26 | 11 | 7  | 8  | 38 | 32 | +6   | Grupo A.                   |
| 4    | Santa Fe               | 29   | 26 | 8  | 13 | 5  | 33 | 30 | +3   | Grupo A.                   |
| 5    | Millonarios            | 28   | 26 | 10 | 8  | 8  | 40 | 33 | +7   | Grupo A.                   |
| 6    | Atlético Nacional      | 28   | 26 | 10 | 8  | 8  | 29 | 24 | +5   | Grupo A.                   |
| 7    | Once Caldas            | 28   | 26 | 11 | 6  | 9  | 36 | 36 | 0    | Grupo A.                   |
| 8    | Independiente Medellín | 28   | 26 | 9  | 10 | 7  | 31 | 27 | +4   | Grupo B.                   |
| 9    | Deportes Quindío       | 27   | 26 | 9  | 9  | 8  | 29 | 33 | −4   | Grupo B.                   |
| 10   | Unión Magdalena        | 23   | 26 | 7  | 9  | 10 | 22 | 33 | −11  | Grupo B.                   |
| 11   | Atlético Bucaramanga   | 22   | 26 | 4  | 14 | 8  | 26 | 34 | −8   | Grupo B.                   |
| 12   | Deportivo Pereira      | 21   | 26 | 7  | 7  | 12 | 26 | 36 | −10  | Grupo B.                   |
| 13   | Deportes Tolima        | 20   | 26 | 6  | 8  | 12 | 30 | 35 | −5   | Grupo B.                   |
| 14   | Cúcuta Deportivo       | 13   | 26 | 3  | 7  | 16 | 29 | 48 | −19  | Grupo B.                   |

 Fuente: Rsssf

### Resultados
| Apertura 1977          | AME | BUC | CAL | CUC | JUN | MAG | DIM | MIL | NAL | ONC | PER | QUI | SFE | TOL |
| América de Cali        |     | 2:1 | 2:1 | 2:1 | 2:0 | 0:2 | 4:3 | 1:1 | 1:0 | 0:1 | 1:2 | 1:1 | 1:1 | 1:0 |
| Atlético Bucaramanga   | 0:0 |     | 1:1 | 4:1 | 1:1 | 1:0 | 0:0 | 1:1 | 1:1 | 1:1 | 2:1 | 0:1 | 0:1 | 0:0 |
| Deportivo Cali         | 3:5 | 3:1 |     | 3:1 | 1:0 | 1:1 | 1:1 | 2:1 | 2:1 | 3:2 | 1:2 | 4:2 | 4:0 | 2:1 |
| Cúcuta Deportivo       | 0:1 | 2:2 | 1:3 |     | 3:3 | 3:0 | 1:2 | 0:1 | 0:1 | 1:1 | 2:2 | 1:2 | 4:1 | 2:1 |
| Atlético Junior        | 1:0 | 3:1 | 2:2 | 1:0 |     | 4:0 | 0:0 | 1:0 | 0:0 | 5:0 | 3:2 | 3:0 | 1:1 | 2:1 |
| Unión Magdalena        | 0:2 | 1:1 | 0:0 | 1:0 | 1:1 |     | 1:1 | 0:1 | 0:0 | 3:0 | 2:0 | 1:1 | 0:0 | 1:0 |
| Independiente Medellín | 0:0 | 0:0 | 1:0 | 2:0 | 1:2 | 1:1 |     | 1:2 | 3:2 | 1:0 | 2:0 | 1:0 | 1:1 | 2:0 |
| Millonarios            | 2:4 | 1:1 | 1:2 | 4:1 | 1:2 | 3:0 | 3:1 |     | 1:1 | 2:2 | 2:0 | 2:1 | 2:1 | 2:0 |
| Atlético Nacional      | 1:1 | 0:2 | 1:0 | 2:0 | 1:1 | 3:0 | 4:3 | 2:0 |     | 1:0 | 0:0 | 2:0 | 1:0 | 1:1 |
| Once Caldas            | 1:0 | 3:2 | 0:2 | 3:0 | 1:1 | 1:0 | 2:1 | 2:1 | 1:0 |     | 3:1 | 0:2 | 1:2 | 1:0 |
| Deportivo Pereira      | 1:1 | 0:0 | 1:1 | 1:0 | 1:2 | 1:3 | 1:2 | 2:1 | 1:0 | 1:1 |     | 0:1 | 3:2 | 0:0 |
| Deportes Quindío       | 4:3 | 2:2 | 0:2 | 3:3 | 0:0 | 2:0 | 0:0 | 2:2 | 3:2 | 0:1 | 1:0 |     | 0:0 | 1:0 |
| Independiente Santa Fe | 2:1 | 2:1 | 2:0 | 1:1 | 0:0 | 3:0 | 0:0 | 2:2 | 3:1 | 3:3 | 2:0 | 0:0 |     | 1:1 |
| Deportes Tolima        | 3:2 | 2:0 | 3:3 | 1:1 | 1:0 | 3:4 | 2:1 | 1:1 | 0:1 | 3:1 | 1:3 | 3:0 | 2:2 |     |

## Torneo Finalización

### Grupo A
| Pos. | Equipo            | Pts. | PJ | G  | E | P | GF | GC | Dif. | Clasificación               |
| ---- | ----------------- | ---- | -- | -- | - | - | -- | -- | ---- | --------------------------- |
| 1    | Deportivo Cali    | 29   | 21 | 12 | 5 | 4 | 36 | 18 | +18  | Clasificado en el Apertura. |
| 2    | Millonarios       | 26   | 21 | 9  | 8 | 4 | 30 | 21 | +9   | Hexagonal final.            |
| 3    | Atlético Nacional | 24   | 21 | 8  | 8 | 5 | 26 | 23 | +3   | Hexagonal final.            |
| 4    | Santa Fe          | 22   | 21 | 9  | 4 | 8 | 33 | 26 | +7   | Hexagonal final.            |
| 5    | América de Cali   | 21   | 21 | 6  | 9 | 6 | 26 | 25 | +1   |                             |
| 6    | Once Caldas       | 20   | 21 | 6  | 8 | 7 | 35 | 38 | −3   |                             |
| 7    | Junior            | 18   | 21 | 5  | 8 | 8 | 18 | 26 | −8   | Clasificado en el Apertura. |

 Fuente: Rsssf

### Grupo B
| Pos. | Equipo                 | Pts. | PJ | G | E  | P  | GF | GC | Dif. | Clasificación    |
| ---- | ---------------------- | ---- | -- | - | -- | -- | -- | -- | ---- | ---------------- |
| 1    | Atlético Bucaramanga   | 22   | 21 | 6 | 10 | 5  | 23 | 21 | +2   | Hexagonal final. |
| 2    | Deportes Quindío       | 20   | 21 | 7 | 6  | 8  | 20 | 25 | −5   |                  |
| 3    | Cúcuta Deportivo       | 20   | 21 | 6 | 8  | 7  | 21 | 25 | −4   |                  |
| 4    | Unión Magdalena        | 20   | 21 | 6 | 8  | 7  | 21 | 25 | −4   |                  |
| 5    | Deportivo Pereira      | 18   | 21 | 5 | 8  | 8  | 23 | 27 | −4   |                  |
| 6    | Independiente Medellín | 18   | 21 | 4 | 10 | 7  | 27 | 29 | −2   |                  |
| 7    | Deportes Tolima        | 16   | 21 | 5 | 6  | 10 | 16 | 26 | −10  |                  |

 Fuente: Rsssf

### Resultados
| Finalización 1977      | AME | BUC     | CAL     | CUC | JUN | MAG     | DIM     | MIL     | NAL | ONC | PER     | QUI | SFE | TOL     |
| América de Cali        |     | 0:0 0:0 | 0:1     |     | 2:2 | 3:0     |         | 0:1     | 3:1 | 3:2 | 1:1     |     | 2:1 |         |
| Atlético Bucaramanga   | 5:2 |         |         | 3:3 | 1:2 | 1:0     | 1:1     | 1:1     | 2:1 | 3:1 | 2:0     | 0:0 |     | 1:1     |
| Deportivo Cali         | 1:1 | 3:0     |         | 4:0 | 1:0 | 3:1     |         | 0:1     | 1:1 | 4:2 |         | 2:0 | 2:0 |         |
| Cúcuta Deportivo       | 0:0 | 0:0     | 1:3 0:0 |     | 1:1 | 1:0     | 1:0     |         |     |     | 5:2     | 2:0 | 2:0 | 1:1     |
| Atlético Junior        | 1:0 |         | 2:1     |     |     | 0:0 0:0 | 2:0     | 0:2     | 1:3 | 2:2 |         | 1:0 | 0:1 |         |
| Unión Magdalena        |     | 2:0     |         | 1:0 | 3:0 |         | 2:2     | 1:1     | 1:1 | 2:1 | 4:1     | 1:1 | 1:0 | 2:2     |
| Independiente Medellín | 2:1 | 1:1     | 2:3     | 1:1 |     | 2:1     |         |         | 0:1 | 3:3 | 2:0     | 0:1 | 2:2 | 3:1     |
| Millonarios            | 1:2 |         | 0:2     | 3:0 | 2:2 |         | 2:2     |         | 1:0 | 2:0 |         | 3:2 | 2:2 | 1:0     |
| Atlético Nacional      | 1:1 |         | 1:1     | 3:1 | 0:0 |         | 2:1 1:1 | 0:0     |     | 1:1 |         | 3:0 | 2:1 |         |
| Once Caldas            | 2:2 |         | 3:1     | 2:2 | 2:2 |         |         | 4:2     | 0:1 |     | 1:0 1:0 |     | 2:1 | 1:1     |
| Deportivo Pereira      |     | 2:1     | 1:1     | 0:0 | 2:0 | 3:0     | 1:1     | 0:0     | 5:2 | 1:1 |         | 0:3 |     | 3:1     |
| Deportes Quindío       | 0:0 | 2:1     |         | 1:0 |     | 1:2     | 1:0     | 0:0 1:4 |     | 3:1 | 1:0     |     | 1:3 | 1:1     |
| Independiente Santa Fe | 3:2 | 0:0     | 2:1     |     | 2:0 |         |         | 2:1     | 2:0 | 0:3 | 1:1     |     |     | 4:0 4:1 |
| Deportes Tolima        | 0:1 | 0:0     | 0:1     | 0:1 | 1:0 | 2:0     | 1:1     |         | 0:1 |     | 2:0     | 1:1 | 1:0 |         |

## Hexagonal final
| Pos. | Equipo               | Pts. | PJ | G | E | P | GF | GC | Dif. | Clasificación                   |
| ---- | -------------------- | ---- | -- | - | - | - | -- | -- | ---- | ------------------------------- |
| 1    | Junior               | 15   | 10 | 7 | 1 | 2 | 14 | 9  | +5   | Campeón y Copa Libertadores.    |
| 2    | Deportivo Cali       | 12   | 10 | 5 | 2 | 3 | 20 | 13 | +7   | Subcampeón y Copa Libertadores. |
| 3    | Millonarios          | 12   | 10 | 5 | 2 | 3 | 15 | 13 | +2   |                                 |
| 4    | Atlético Nacional    | 10   | 10 | 3 | 4 | 3 | 12 | 10 | +2   |                                 |
| 5    | Santa Fe             | 7    | 10 | 2 | 3 | 5 | 13 | 17 | −4   |                                 |
| 6    | Atlético Bucaramanga | 4    | 10 | 2 | 0 | 8 | 12 | 24 | −12  |                                 |

 Fuente: Rsssf
| Fecha 1 - 13 de noviembre de 1977 | Fecha 1 - 13 de noviembre de 1977 | Fecha 1 - 13 de noviembre de 1977 |
| Equipo Local                      | Resultado                         | Equipo Visitante                  |
| --------------------------------- | --------------------------------- | --------------------------------- |
| Millonarios                       | 2 - 1                             | Nacional                          |
| Cali                              | 1 - 0                             | Santa Fe                          |
| Bucaramanga                       | 0 - 1                             | Junior                            |

| Fecha 2 - 16 de noviembre de 1977 | Fecha 2 - 16 de noviembre de 1977 | Fecha 2 - 16 de noviembre de 1977 |
| Equipo Local                      | Resultado                         | Equipo Visitante                  |
| --------------------------------- | --------------------------------- | --------------------------------- |
| Santa Fe                          | 2 - 1                             | Bucaramanga                       |
| Nacional                          | 2 - 1                             | Cali                              |
| Junior                            | 1 - 0                             | Millonarios                       |

| Fecha 3 - 20 de noviembre de 1977 | Fecha 3 - 20 de noviembre de 1977 | Fecha 3 - 20 de noviembre de 1977 |
| Equipo Local                      | Resultado                         | Equipo Visitante                  |
| --------------------------------- | --------------------------------- | --------------------------------- |
| Santa Fe                          | 2 - 2                             | Nacional                          |
| Cali                              | 3 - 2                             | Junior                            |
| Bucaramanga                       | 1 - 3                             | Millonarios                       |

| Fecha 4 - 23 de noviembre de 1977 | Fecha 4 - 23 de noviembre de 1977 | Fecha 4 - 23 de noviembre de 1977 |
| Equipo Local                      | Resultado                         | Equipo Visitante                  |
| --------------------------------- | --------------------------------- | --------------------------------- |
| Bucaramanga                       | 2 - 0                             | Nacional                          |
| Millonarios                       | 3 - 1                             | Cali                              |
| Junior                            | 2 - 1                             | Santa Fe                          |

| Fecha 5 - 27 de noviembre de 1977 | Fecha 5 - 27 de noviembre de 1977 | Fecha 5 - 27 de noviembre de 1977 |
| Equipo Local                      | Resultado                         | Equipo Visitante                  |
| --------------------------------- | --------------------------------- | --------------------------------- |
| Nacional                          | 2 - 0                             | Junior                            |
| Cali                              | 5 - 1                             | Bucaramanga                       |
| Santa Fe                          | 1 - 3                             | Millonarios                       |

| Fecha 6 - 4 de diciembre de 1977 | Fecha 6 - 4 de diciembre de 1977 | Fecha 6 - 4 de diciembre de 1977 |
| Equipo Local                     | Resultado                        | Equipo Visitante                 |
| -------------------------------- | -------------------------------- | -------------------------------- |
| Santa Fe                         | 2 - 2                            | Cali                             |
| Nacional                         | 1 - 1                            | Millonarios                      |
| Junior                           | 3 - 2                            | Bucaramanga                      |

| Fecha 7 - 8 de diciembre de 1977 | Fecha 7 - 8 de diciembre de 1977 | Fecha 7 - 8 de diciembre de 1977 |
| Equipo Local                     | Resultado                        | Equipo Visitante                 |
| -------------------------------- | -------------------------------- | -------------------------------- |
| Bucaramanga                      | 1 - 3                            | Santa Fe                         |
| Millonarios                      | 0 - 0                            | Junior                           |
| Cali                             | 1 - 1                            | Nacional                         |

| Fecha 8 - 11 de diciembre de 1977 | Fecha 8 - 11 de diciembre de 1977 | Fecha 8 - 11 de diciembre de 1977 |
| Equipo Local                      | Resultado                         | Equipo Visitante                  |
| --------------------------------- | --------------------------------- | --------------------------------- |
| Nacional                          | 0 - 0                             | Santa Fe                          |
| Junior                            | 1 - 0                             | Cali                              |
| Millonarios                       | 1 - 2                             | Bucaramanga                       |

| Fecha 9 - 14 de diciembre de 1977 | Fecha 9 - 14 de diciembre de 1977 | Fecha 9 - 14 de diciembre de 1977 |
| Equipo Local                      | Resultado                         | Equipo Visitante                  |
| --------------------------------- | --------------------------------- | --------------------------------- |
| Nacional                          | 4 - 1                             | Bucaramanga                       |
| Santa Fe                          | 1 - 3                             | Junior                            |
| Cali                              | 4 - 0                             | Millonarios                       |

| Fecha 10 - 18 de diciembre de 1977 | Fecha 10 - 18 de diciembre de 1977 | Fecha 10 - 18 de diciembre de 1977 |
| Equipo Local                       | Resultado                          | Equipo Visitante                   |
| ---------------------------------- | ---------------------------------- | ---------------------------------- |
| Bucaramanga                        | 1 - 3                              | Cali                               |
| Junior                             | 1 - 0                              | Nacional                           |
| Millonarios                        | 2 - 1                              | Santa Fe                           |

|                                            |
| Bandera de Colombia                        |
| Campeón Junior de Barranquilla 1.er título |

## Goleadores
| Jugador                    | Equipo            | Goles |
| -------------------------- | ----------------- | ----- |
| Oswaldo Marcial Palavecino | Atlético Nacional | 30    |
| Miguel Ángel Converti      | Millonarios       | 25    |
| Néstor Scotta              | Deportivo Cali    | 24    |